# Лам Фун, Патрисия
Патрисия Лам Фун (кит. трад. 林鳳, упр. 林凤, пиньинь Lín Fèng, палл. Линь Фэн, Particia Lam Fung; 1940 — 28 августа 1976) — гонконгская актриса.

## Биография
Родилась в 1939 году в семье, происходящей из уезда Синьхуэй провинции Гуандун. Дебютировала в кино в 1957 году и стремительно за год взошла на самый верх Олимпа, став популярной киноактрисой. Она ежегодно входила в список «10 самых популярных звезд» девять лет подряд вплоть до «выхода на пенсию» в возрасте 27 лет в 1966 году. К тому времени она показала себя одинаково умело играющей как классические, так и современные роли образованных и модных девушек.
Лам снялась в более чем 100 фильмах, наиболее известными среди которых стали «Спящая красавица», «Вечное цветение кувшинок», «Богиня милосердия», «Полнолуние», «Семь маленьких тигров». Была первым идолом молодежи и поп-звездой гонконгского послевоенного поколения беби-бума. Её пение и танцы, сделанные большей частью для студии Shaw Brothers, сыграли важную роль в развитии того, что, в конечном счете, станет известным как кантопоп.
Лам Фун прожила роскошную жизнь: на момент своей смерти в 1976 году 37-летняя знаменитость владела тремя домами и имела более 3 миллионов долларов США в банке. Пресса долго спекулировала относительно того, чем было вызвано самоубийство актрисы. Некоторые говорили, что это связано с проявившемся старением Лам. Другие предположили, что самоубийство инициировано неудачной пластической хирургической операцией. Третьи говорили, что это роковая случайность.